# Scolecura
Scolecura este un gen de păianjeni din familia Linyphiidae.
Cladograma conform Catalogue of Life:
| Scolecura | \| \| Scolecura cambara \| \| \| \| \| \| Scolecura cognata \| \| \| \| \| \| Scolecura parilis \| \| \| \| \| \| Scolecura propinqua \| \| \| \| |
|           | \| \| Scolecura cambara \| \| \| \| \| \| Scolecura cognata \| \| \| \| \| \| Scolecura parilis \| \| \| \| \| \| Scolecura propinqua \| \| \| \| |
|           | Scolecura cambara |
|           | |
|           | Scolecura cognata |
|           | |
|           | Scolecura parilis |
|           | |
|           | Scolecura propinqua |
|           | |